# André Boutaric
Pour les articles homonymes, voir Boutaric.
André Boutaric fut évêque de Marseille en 1433 et mourut la même année.

## Biographie
Appartenant à une famille noble d’origine aixoise, André Boutaric fit des études de droit à Avignon et fut chanoine de l’église d’Aix-en-Provence. Il est nommé par le roi Louis III d'Anjou maître rational à la cour des comptes d’Aix-en-Provence. À la mort de Paul de Sade, il est élu par le chapitre, évêque de Marseille. Cette élection fut confirmée par le pape Eugène IV par ses bulles du 3 mars 1433. Il mourut en août 1433 avant son ordination.